# Calliostoma tampaense
Calliostoma tampaense är en snäckart som först beskrevs av Conrad 1846.  Calliostoma tampaense ingår i släktet Calliostoma och familjen Calliostomatidae. Inga underarter finns listade i Catalogue of Life.